# Productos Ramo
Productos Ramo es una compañía colombiana de alimentos, especializada en productos de panadería Es conocida por sus Ponqués de diversos sabores, tales como Chocoramo o Gala.

## Historia
La compañía fue fundada en 1950 por Rafael Molano Olarte y su esposa Ana Luisa Camacho (Nacida en Garagoa, Boyacá), en el Barrio Los Alcázares de Bogotá. Ramo fue la primera marca en ofrecer ponqués preparados y empacados en Colombia. Los logos y empaques de sus productos han cambiado poco desde la década de 1960.
Hacia 1964 Rafael Molano comienza en la Carrera 33 con Calle 6 de la ciudad de Bogotá la producción industrial a gran escala con la colaboración técnica de Álvaro Iregui, gerente del laboratorio y uno de los primeros técnicos alimentarios titulado del país. Sus primeros productos fueron el Ponqué Ramito y posteriormente, la línea Gala.
En la actualidad, la compañía tiene 3 fábricas en el país, ubicadas en Cundinamarca, Antioquia y Valle del Cauca actualmente la compañía se autoabastece de varios ingredientes, entre ellos, la harina y los huevos.[cita requerida]